# حيود الأشعة السينية

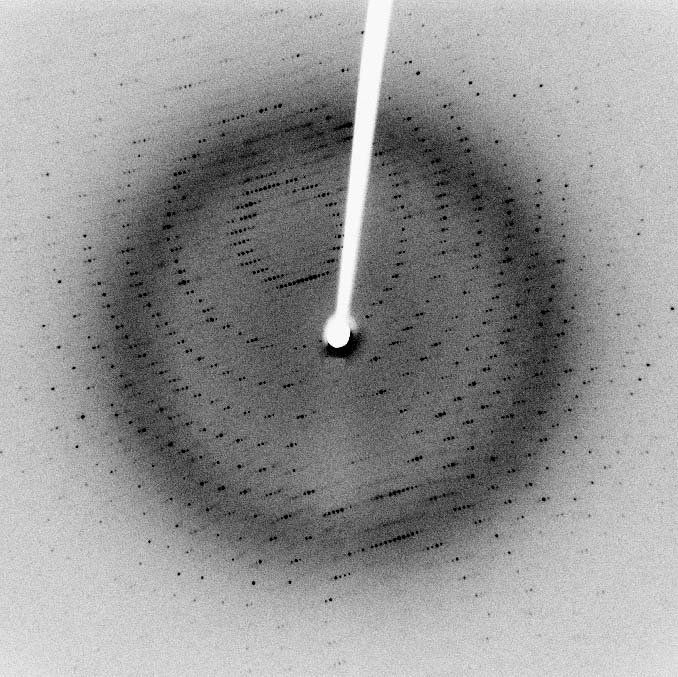
نموذج لحيود الأشعة السينية يتشكل عند تركيز الأشعة السينية على مادة بلورية، وهنا حالة البروتين. تتشكل كل نقطة "تسمى انعكاس" من تداخل متلاحم للأشعة السينية المبعثرة والمارة خلال البلورة.

تقنيات حيود الأشعة السينية هي عائلة من التقنيات التحليلية اللاتلافية التي تعطي معلومات حول البنية البلورية، والتركيب الكيميائي، والخواص الفيزيائية للمواد والطبقات الرقيقة للمواد البلورية. تعتمد هذه التقنيات على مراقبة تبعثر شدة حزمة من الأشعة السينية الساقطة على العينة كتابع لزاوية السقوط والتبعثر، والاستقطاب، وطول الموجة أو القدرة.

## المبادئ
|                                              |  |                     |
| المستويات الشبكية في البنية المنتظمة للبلورة |  | شكل يوضح قانون براغ |

الأشعة السينية هي أشعة كهرومغناطيسية ذات طاقات فوتونية في مجال 100 eV إلى 100 إلكترون فولت. وفي تطبيقات الحيود، تستخدم فقط الأشعة السينية ذات الأطوال الموجية القصيرة (الأشعة السينية القاسية) في مجال بضعة أنغسترومات إلى 0.1 أنغستروم (1 إلكترون فولت إلى 120 إلكترون فولت). ولأن طول موجة الأشعة السينية يقارن مع حجم الذرات، فإنها نظريا مناسبة لكي تسبر الترتيب البنيوي للذرات والجزئيات في طيف واسع من المواد. فالأشعة السينية القوية يمكنها اختراق المواد عميقا وتزويدنا بمعلومات عن بنية المادة.
تتفاعل الأشعة السينية بالدرجة الأولى مع الإلكترونات في الذرة. فعندما تصطدم الفوتونات في الأشعة السينية بالإلكترونات، تحيد بعض فوتونات الحزمة الساقطة عن اتجاهها الأصلي. إذا لم يتغير طول موجة الأشعة السينية الساقطة (أي أن فوتونات الأشعة السينية لم تفقد أي طاقة) تسمى العملية بالتبعثر المرن أو تبعثر طومسون حيث يتحول زخم الحركة فقط في عملية التبعثر. وهذه هي الأشعة السينية التي نقيسها في تجارب الحيود والتي تقدم لنا معلومات عن توزع الإلكترونات في المواد. ومن جهة أخرى، في عملية التبعثر غير المرن أو تبعثر كومبتون تنقل الأشعة السينية بعض طاقتها إلى الإلكترونات فيكون للأشعة السينية المحادة طول موجة مختلف عن طول موجة الأشعة السينية الساقطة.
تتداخل الأمواج المحادة من الذرات المختلفة مع بعضها البعض ويتعدل توزع الشدة الناتجة بهذا التآثر. فإذا كانت الذرات مرتبة بانتظام كما في البلورات، فإن الأمواج المحادة ستتكون من تداخل أعظمي (ذُرى) بنفس تناسق توزع الذرات. إن قياس نموذج الحيود يتيح لنا استنتاج توزع الذرات في المادة. الذرى في صورة الحيود تتعلق مباشرة بالمسافات الذرية. ليكن لدينا شعاع من الأشعة السينية يتفاعل مع الذرات المرتبة بانتظام كما يظهر في الشكل ثنائي الأبعاد المجاور. الذرات الممثلة بنقط خضراء تشكل عدة مستويات في البلورة (الخطوط السوداء في الشكل اليميني). يعرف شرط حدوث الحيود من أجل مجموعة من المستويات الشبكية المتباعدة بمسافة d بقانون براغ:
{\displaystyle n\lambda =2d\sin \theta \!}
{\displaystyle \lambda } هي طول موجة الأشعة السينية، {\displaystyle \theta } زاوية التبعثر، n عدد صحيح يمثل مرتبة ذروة الحيود. وقانون براغ هو من أهم القوانين المستخدمة في فهم معطيات حيود الأشعة السينية.
ومن الجدير بالذكر أننا استخدمنا الذرات كنقاط تبعثر في هذا المثال، إلا أن قانون براغ يطبق على مراكز التبعثر المكونة من أي توزع منتظم للكثافة الإلكترونية. وبكلام آخر، يبقى القانون صحيحا إذا استبدلت الجزئيات أو مجموعة الجزئيات (مثل المبلمرات، والغرويات، والبروتينات والفيروسات) بالذرات.

## تقنيات حيود الأشعة السينية
يمكن إيجاد الشكل الهندسي للجزيء باستخدام الأشعة السينية. وتعتمد تقنيات حيود الأشعة السينية على التبعثر المرن للأشعة السينية من البنى التي تتصف بانتظام كاف. ويعطى أفضل وصف شامل للحيود من البلورات بنظرية الحركية للحيود.
- دراسة البلورات بالأشعة السينية هي تقنية تستخدم لإيجاد البنية الكاملة من للمواد البلورية، وتتفاوت من الأجسام غير العضوية البسيطة إلى الالجزيئات الضخمة مثل البروتينات.
- الحيود بالمسحوق (Powder diffraction) هي تقنية تستخدم لتوصيف البنية البلورية، وحجم البليرات أو الحبيبات البلورية، والتوجه في العينات الصلبة المسحوقة أو عديدة البلورات. يستخدم الحيود بالمسحوق عموما لتحديد المواد المجهولة، بمقارنة معطيات الحيود مع قاعدة البيانات الموجودة في المركز الدولي لبيانات الحيود. والحيود بالمسحوق هي أيضا طريقة لتحديد الإجهادات في المواد البلورية. ويمكن رؤية أحجام البليرات كتوسع في ذروات حيود الأشعة السينية كما يظهر من معادلة شيرر.
- حيود الأشعة السينية بورود مماسي (grazing incidence X-ray diffraction) والحيود لفيلم رقيق يمكن استخدام التقنيتين في توصيف البنية البلورية والتوجه لفيلم رقيق.
- حيود الأشعة السينية عالية الدقة تستخدم لتوصيف السماكة، والبنية البلورية، والإجهاد في الفيلم التقيلي الرقيق.
- تحليل الرسم القطبي للأشعة السينية يمكن من تحليل وتحديد توزع التوجهات البلورية داخل العينة الرقيقة البلورية.
- تحليل منحني (X-ray rocking curve analysis) يستخدم لتحديد حجم الحبيبات البلورية والانتشار الفسيفسائي في المواد البلورية.

## تقنيات التبعثر

### التبعثر المرن
يمكن دراسة المواد التي لا تتمتع بمدى كبير من الترتيب (شبه بلورية) باستخدام طرق التبعثر التي تعتمد على التبعثر المرن للأشعة السينية وحيدة اللون.
- تبعثر الأشعة السينية بزاوية صغيرة (Small angle X-ray scattering) (SAXS) يسبر البنية بمجال النانومتر إلى الميكرومتر وذلك بقياس شدة التبعثر عند زوايا تبعثر 2θ قريبة من 0°.[3]
- انعكاسية الأشعة السينية هي تقنية تحليلة لتحديد سمك، وخشونة، وكثافة فيلم ذي طبقة وحيدة أو عديدة الطبقات.
- تبعثر الأشعة السينية بزاوية كبيرة (Wide angle X-ray scattering) (WAXS) هي تقنية تركز على زوايا التبعثر 2θ أكبر من 5°.

### التبعثر غير المرن
عند إظهار قدرة وزاوية الأشعة السينية المبعثرة المصطدمة صدما غير مرن، يمكن استخدام تقنيات لسبر بنية الحزمة الإلكترونية (electronic band structure) للمواد.
- تبعثر كمبتون. (Compton scattering)
- تبعثر رامان للأشعة السينية. (X-ray Raman scattering)
- نموذج حيودي للأشعة السينية.
- تبعثر الأشعة السينية الرنانة غير المرنة (Resonant inelastic X-ray scattering)

## وصلات خارجية
- الاتحاد الدولي لعلم البلورات
  - الاتحاد الدولي لعلم البلورات أون لاين
- المركز الدولي لبيانات الحيود
- سجلات XRD@JISCMAIL.AC.UK
- الجمعية البريطانية لعلم البلورات
- مقدمة لحيودالأشعة السينية من جامعة كاليفورنيا، سانتا بربارا